# 矢吹寿秀
矢吹 寿秀（やぶき としひで、1965年 - ）は、テレビ番組のディレクター、プロデューサー。NHK制作局統括プロデューサー。株式会社 NHKエデュケーショナル 取締役（非常勤）、NHKメディア総局 第2制作センター センター長。

## 略歴
大阪府堺市生まれ。京都大学工学部卒、同大学院修士課程修了後、NHKに入局。東京の衛星放送局、番組制作局、仙台放送局などでディレクターやプロデューサーとして番組を制作。

## 主な担当番組と受賞歴
- 1993年ドキュメンタリー「とぶ心」 モントルー国際エレクトロニックシネマ・フェスティバル 個人表彰（審査委員長：大島渚）
- 1995年 NHKスペシャル「新・電子立国 第1回 驚異の画像〜ハリウッドのデジタル技術〜」 第37回科学技術映像祭 科学技術庁長官賞[3]
- 2004年 NHKスペシャル「疾走 ロボットカー 〜アメリカ軍の未来戦略〜」 ギャラクシー賞月間賞・ギャラクシー賞テレビ部門奨励賞[4]
- 2005年 NHKスペシャル「安全の死角 〜検証・回転ドア事故〜」 第47回科学技術映像祭 内閣総理大臣賞[5]
- 2008年 ドラマ「お米のなみだ」国際ドラマフェスティバル in TOKYO 2009 作品賞 ローカルドラマ賞[6]（主演：奥田恵梨華）
- 2009年 ハイビジョンふるさと発「嵐の気仙沼 〜港町の特別な一日〜」 放送文化基金賞 ドキュメンタリー部門本賞（グランプリ）[7]
- 2010年 ETV特集「なぜ希望は消えた? 〜あるコメ農家と霞が関の半世紀〜」 ギャラクシー賞月間賞[8]・ギャラクシー賞テレビ部門奨励賞
- 2010年 ETV特集「ぼくらの夢の物語」 ギャラクシー賞月間賞[9]・ギャラクシー賞テレビ部門奨励賞
- 2011年 ETV特集「枯葉剤の傷痕を見つめて」第48回ギャラクシー賞テレビ部門優秀賞[10] （ディレクター：坂田雅子）
- 2011年 放送人グランプリ2011奨励賞[11]
- 2011年 ETV特集「シリーズ 大震災発掘 第1回 埋もれた警告」 ギャラクシー賞月間賞・ギャラクシー賞テレビ部門奨励賞[12]
- 2012年 ETV特集「地球の裏側で”コシヒカリ”が実る」　第28回農業ジャーナリスト賞[13]
- 2013年 ETV特集「毒と命～カネミ油症 母と子の記録～」 ギャラクシー賞月間賞[14]　第51回ギャラクシー賞テレビ部門奨励賞[15]
- 2014年 NHKスペシャル「認知症８００万人時代」 ギャラクシー賞月間賞・ギャラクシー賞テレビ部門選奨[16]
- 2017年 NHKスペシャル「シリーズ古代遺跡透視 大ピラミッド  発見！謎の巨大空間」　第59回科学技術映像祭 優秀賞[17]・2018年度 科学放送高柳賞 優秀賞[18]
- 2018年 ETV特集「長すぎた入院」 ギャラクシー賞月間賞[19]・第55回ギャラクシー賞テレビ部門選奨　アメリカ国際フィルム・ビデオ祭　シルバースクリーン賞[20]
- 2018年 ETV特集「忘却に抗う～福島原発裁判・原告たちの記録～」 ギャラクシー賞月間賞[21]・第55回ギャラクシー賞テレビ部門奨励賞
- 2018年 ETV特集「カキと森と長靴と」 2018年 ABU賞 ある視点部門 奨励賞[22]　ニューヨーク・フェスティバル2019 環境＆エコロジー部門 金賞（Gold World Medal）[23]　ジャクソン・ワイルド・メディア・アワーズ2019　審査員特別賞（外国語作品）[24]　第34回農業ジャーナリスト賞特別賞[25]
- 2018年 ETV特集「ラーマのつぶやき～この社会の片隅で～」 2018年 地方の時代賞 選奨[26]　ギャラクシー賞月間賞[27]・第56回ギャラクシー賞テレビ部門奨励賞　座・高円寺ドキュメンタリーフェスティバル2019　コンペティション部門入賞[28]
- 2018年 ETV特集「人知れず 表現し続ける者たちⅡ」 第70回 イタリア賞 テレビ・パフォーミングアート部門 特別表彰[29] 　ニューヨーク・フェスティバル2019 アート部門 銅賞（Bronze World Medal）[30]　国際アートブック＆フィルムフェスティバル審査員特別賞[31]　第55回ギャラクシー賞テレビ部門奨励賞[29]
- 2019年 ETV特集「忘れられた“ひろしま”～８万８千人が演じた“あの日”～」 ギャラクシー賞月間賞[32]・第57回ギャラクシー賞テレビ部門奨励賞
- 2019年 ETV特集「誰が命を救うのか　医師たちの原発事故」 第56回ギャラクシー賞テレビ部門優秀賞[33]　第62回日本ジャーナリスト会議賞（JCJ賞）[34]　2019年 地方の時代映像祭 放送局部門 優秀賞[35]
- 2021年 ETV特集「ドキュメント 精神科病院×新型コロナ」 令和3年度 文化庁芸術祭 テレビ・ドキュメンタリー部門　優秀賞[36]

## 著書・共著など
- 『新電子立国6 コンピューター地球網』（相田洋との共著） 日本放送出版協会 1997.3
- 『日本の宿題』 （NHK「日本の宿題」プロジェクトの共著） 日本放送出版協会 2001.3
- 『「狂牛病」どう立ち向かうか』 日本放送出版協会 2001.12
- 『ものしり一夜づけ 1』 （NHKものしり一夜づけチームの共著） 近代映画社 2003.12
- 『キラーストレス』　(NHKスペシャル取材班・序文)　日本放送出版協会 2016.11
- 『「キラーストレス」から心と体を守る! マインドフルネス&コーピング実践CDブック』(NHKスペシャル取材班)　主婦と生活社 2017.5